# Dina (hija de Jacob)
En la Biblia, Dina (en hebreo, Dinah "Justicia") fue la hija de Jacob, uno de los patriarcas de Israel, y Lea, su primera esposa. El episodio de su violación a manos de Siquén, hijo del príncipe de Canaán, y la subsecuente venganza por parte de sus hermanos Simeón y Leví, referido como la violación de Dina, es contado en el primer libro de la Biblia, el Génesis.

## Dinah en el Génesis
Dina, la hija de Lea y Jacob, fue a visitar a las mujeres de Siquén (la ciudad). Siquén (hijo de Jamor, de catorce años de edad, príncipe de esas tierras) la tomó por la fuerza y la violó. Sin embargo se enamoró de Dina y le pidió a su padre que le permitiera casarse con ella.
Jamor fue a ver a Jacob y le pidió la mano de Dina para su hijo, ofreciéndole a cambio compartir sus tierras. Sin embargo, los hijos de Jacob sin que su padre lo supiera, enterados de la violación de Dina, decidieron engañar a Jamor, proponiéndole que todos los varones de su tribu debían ser circuncidados, de lo contrario no se le concedería a Siquén la mano de Dina. Jamor y Siquén estuvieron de acuerdo, y le pidieron a todos los varones de su tribu que se sometieran a la circuncisión. Al tercer día, Simeón y Leví mataron a todos los varones que habían sido circuncidados, incluyendo a Jamor y a Siquén, aprovechando que aún se encontraban recuperándose del procedimiento de circuncisión, y rescataron a Dina. También saquearon todas sus propiedades, y se llevaron con ellos a las mujeres y los niños.
Jacob reclamó a sus hijos por lo sucedido, pero ellos le contestaron que no podían permitir que a su hermana se le tratase como a una prostituta, y que su venganza estaba justificada.